# Polygala cyparissias
Espèce
Classification phylogénétique
Polygala cyparissias est une espèce de plantes à fleurs de la famille des Polygalaceae. Elle pousse de façon endémique sur le cordon littoral de la côte atlantique du Brésil.